# 南原健太
南原 健太（なんばら けんた、1998年5月2日 - ）は、日本の男性キックボクサー、空手家（極真空手）。
東京都板橋区出身。2022オープントーナメント全日本体重別空手道選手権大会 軽重量級（90キロ以下）優勝。
第2代RISEライトヘビー級王者。

## 来歴
2021年7月28日、RISE151でプロデビュー戦として佐野勇海と対戦し、膝蹴りからの右ストレートで3R2分20秒KO勝ちを収めた。
2022年4月2日、RISE ELDORADO 2022でカルリ・ギブレインと対戦し、3ノックダウンで1R2分6秒で初のKO負けを喫した。
2023年3月26日、RISE ELDORADO 2023のK-1対抗戦でBigbang初代ヘビー級王者の愛鷹亮と対戦し、顔面膝蹴りで1R2分57秒KO勝ちを収めた。
2023年6月23日、RISE169の第2代RISEライトヘビー級王座決定トーナメント準決勝で入田和樹と対戦し、レフェリーストップで2R1分38秒KO勝ちを収め日本拳法vs極真会館の対決では極真会館が勝ち、決勝に進出した。
2023年8月18日、RISE171の第2代RISEライトヘビー級王座決定トーナメント決勝でコントゥアラーイ・JMボクシングジムと対戦し、1Rでコントゥアラーイに一度ダウンを奪われながらも2Rでコントゥアラーイからダウンを奪い返し、右フックで2R1分35秒KO勝ちを収め初代王者上原誠の王座返上から約7年間空位となっていたライトヘビー級王座を戴冠した。
2023年12月16日、RISE WORLD SERIES Final RoundのRISE×GLORY対抗戦でビクター・デ・コニングと対戦し、延長R1分7秒TKO勝ちを収めた。
2024年6月15日、RISE WORLD SERIES 2024 OSAKAでWBCオーストラリアクルーザー級王者のジェシー・アスティルと対戦し、1Rにアスティルにダウンを奪われながらも3Rにアスティルからダウンを奪い返し、膝蹴りでレフェリーストップによる3R58秒TKO勝ちを収めた。
2025年6月1日、昨日の同年5月31日付で極真会館を退会したことをXで発表した。
2025年7月25日、1年ぶりの復帰戦となるRISE 190でMAX FCスーパーミドル級王者のジョン・ソンジクと対戦する予定。

## 戦績

### キックボクシング
| キックボクシング 戦績 | キックボクシング 戦績 | キックボクシング 戦績 | キックボクシング 戦績 | キックボクシング 戦績 | キックボクシング 戦績 | キックボクシング 戦績 |
| --------------------- | --------------------- | --------------------- | --------------------- | --------------------- | --------------------- | --------------------- |
| 12 試合               | (T)KO                 | 判定                  | その他                | 引き分け              | 無効試合              |                       |
| 11 勝                 | 10                    | 1                     | 0                     | 0                     | 0                     |                       |
| 1 敗                  | 1                     | 0                     | 0                     | 0                     | 0                     |                       |

| 勝敗 | 対戦相手                           | 試合結果                          | 大会名                                                          | 開催年月日     |
| ○    | ジョン・ソンジク                   | 3R+延長1R終了 判定3-0             | RISE 190                                                        | 2025年7月25日  |
| ○    | ジェシー・アスティル               | 3R 0:58 TKO（左膝蹴り）           | RISE WORLD SERIES 2024 OSAKA                                    | 2024年6月15日  |
| ○    | ビクター・デ・コニング             | 3R +延長1R 1:01 TKO（パンチ連打） | RISE WORLD SERIES Final Round 【RISExGLORY】                    | 2023年12月16日 |
| ○    | コントゥアラーイ・JMボクシングジム | 2R 1:35 KO（右フック）            | RISE171 【第2代RISEライトヘビー級王座決定トーナメント 決勝】    | 2023年8月18日  |
| ○    | 入田和樹                           | 2R 1:38 TKO（レフェリーストップ） | RISE169 【第2代RISEライトヘビー級王座決定トーナメント 準決勝】  | 2023年6月23日  |
| ○    | 愛鷹亮                             | 1R 2:57 KO（左膝蹴り）            | Cygames presents RISE ELDORADO 2023 【K-1対抗戦】               | 2023年3月26日  |
| ○    | 坂本優起                           | 3R 1:02 TKO（ドクターストップ）   | RISE WORLD SERIES /SHOOTBOXING-KINGS 2022 【SB対抗戦 SBルール】 | 2022年12月25日 |
| ○    | ジェット・ペットマニーイーグル     | 2R 2:59 TKO（レフェリーストップ） | RISE 161                                                        | 2022年8月28日  |
| ×    | カルリ・ギブレイン                 | 1R 2:06 KO（3ノックダウン）       | RISE ELDORADO 2022～Tenshin Nasukawa RISE Finalmatch            | 2022年4月2日   |
| ○    | ミヤギン                           | 1R 1:04 KO（左ハイキック）        | RISE154                                                         | 2022年1月23日  |
| ○    | クワン・サックランシット           | 2R 0:39 TKO（タオル投入）         | RISE152                                                         | 2021年10月22日 |
| ○    | 佐野勇海                           | 3R 2:20 KO（膝蹴り→右ストレート） | RISE151                                                         | 2021年7月28日  |

## 獲得タイトル
- 極真空手（松井派）
  - 2007年国際親善大会 優勝
  - 2009年国際親善大会 優勝
  - 2010年国際親善大会 優勝
  - 2011年国際親善大会 優勝
  - 2014年国際親善大会 優勝
  - 2015年国際親善大会 優勝
  - 2012年極真祭（全国大会） 優勝
  - 2013年極真祭（全国大会） 優勝
  - 2014年極真祭（全国大会） 優勝
  - 第32回全日本ウエイト制空手道選手権大会 3位
  - 第11回全世界空手道選手権大会日本代表ベスト32進出（史上最年少17歳で出場）
  - 第49回全日本選手権大会 第7位　
  - 第35回全日本ウエイト制空手道選手権大会 準優勝
  - 2022オープントーナメント全日本体重別空手道選手権大会 軽重量級（90キロ以下） 優勝

- キックボクシング
  - シュートボクシングヘビー級ランキング1位
  - 第2代RISEライトヘビー級王座

## 表彰
- RISE
  - MVP賞（2回）
  - ベストKO(2023年/入田和樹戦)

- RISEs_PRIZE 
  - ExtremeFight賞（コントゥーアライ戦）